# U 433
U 433 war ein Unterseeboot des Typs VII C der deutschen Kriegsmarine, das im Zweiten Weltkrieg eingesetzt wurde.

## Geschichte
Das Boot wurde am 4. Januar 1940 bei den Schichau-Werken in Danzig auf Kiel gelegt. Der Stapellauf erfolgte am 15. März 1941; am 24. Mai 1941 wurde das Boot unter Oberleutnant zur See Hans Ey in Dienst gestellt. Das Boot gehörte zur 3. U-Flottille bis zur Versenkung am 16. November 1941 durch die HMS Marigold (K87) im Mittelmeer mittels Wasserbomben. Sechs Besatzungsmitglieder kamen dabei ums Leben, 38 wurden gerettet, welche ins Camp 30 in kanadische Kriegsgefangenschaft kamen. Mit dem letztendlich fehlgeschlagenem Unternehmen Kiebitz sollte u. a. der Kommandant Kapitänsleutnant Hans Ey befreit werden.
In zwei Patrouillenfahrten beschädigte sie ein Handelsschiff mit insgesamt 2215 BRT.